# Tapo Tas
Tapo Tas ist eine osttimoresische Aldeia im Suco Tapo (Verwaltungsamt Bobonaro, Gemeinde Bobonaro). 2015 lebten in der Aldeia 155 Menschen.

## Geographie
Tapo Tas bildet die nordöstliche Hälfte des Sucos Tapo. Südlich befindet sich die Aldeia Oe-po. Im Südosten grenzt Tapo Tas an den Suco Leber, im Osten an den Suco Ai-Assa, im Norden an den Suco Oeleo und im Westen an den Suco Tapo/Memo. Durch den Südosten fließt der Ilsa, ein Nebenfluss des Loumeas. Im Westen steigt das Land auf über 1500 m an, während es im Osten unter 1000 m fällt.
Am Rand der Berge liegt im Westen von Tapo Tas das Dorf Tapo, durch das die Überlandstraße führt, die Lolotoe mit dem Norden Osttimors verbindet. Hier befinden sich eine Grundschule, eine Kapelle und ein Friedhof.

## Politik
2023 wurde José Amaral zum Chefe de Aldeia gewählt.